# Alfa Romeo Giulia
Alfa Romeo Giulia (Type 952) este un automobil compact executiv comercializat de producătorul italian de automobile Alfa Romeo. A fost prezentat în iunie 2015 și lansat pe piață în februarie 2016.

## Istoric
Alfa Romeo Giulia a fost concepută la Centro Stile Alfa Romeo de o echipă de designeri condusă de Marco Tencone. Mașina a fost lansată odată cu a 105-a aniversare a brandului, pe 24 iunie 2015, la Museo Storico Alfa Romeo, și a fost primul vehicul al brandului bazat pe platforma cu motor amplasat longitudinal cu tracțiune spate „Giorgio”.
În octombrie 2022 Alfa Romeo Giulia a primit un facelift minor. Modificările au constat în înlocuirea farurilor cu halogen sau xenon cu unele cu LED, funcție „Matrix” adaptivă și noua semnătură luminoasă „3+3”, înlocuirea carcaselor roșii a blocurilor optice spate cu unele fumurii și înlocuirea instrumentelor de bord hibride existente cu unele complet digitale.